# Hein Bitz
Heinrich „Hein“ Bitz (* 1914 in Köln; † 1987), genannt „Der Spatz vom Wallrafplatz“, war ein Volks- und Straßensänger und 40 Jahre in dieser Funktion ein „kölsches Original“.

## Leben
Bitz war gelernter Elektriker. Er kam 1930/31 zur Bündischen Jugend, war während der Nazizeit Antifaschist in der Kommunistischen Jugend, wurde im Februar 1936 wegen des „dringenden Verdachts“ einer illegalen Jugendgruppe anzugehören, in Schutzhaft genommen und saß einige Monate bei der Gestapo im Gefängnis. Dort wurde ihm ein Auge ausgeschlagen.
Als er seinen Beruf aufgrund verschlechterter Sehkraft nicht mehr ausüben konnte, wurde er Straßensänger. Zuletzt spielte er bei der Gruppe Drei Rabaue.
Seinen Übernamen verdankt er dem Spielort, wo er am häufigsten zu hören war, dem Wallrafplatz in der Kölner Innenstadt zwischen dem Dom und der Hohen Straße.
Bitz sang in den 1960er und 1970er Jahren mundartliche Parodien auf die Weisen populärer Schlager (z. B. Wenn de Döppe hell erklinge auf den Lys-Assia-Schlager Wenn die Glocken hell erklingen oder Ganz in Weiß mit einem Blumenkohl (nach Roy Black: Ganz in Weiß mit einem Blumenstrauß)), deren Texte er selber verfasste. Dabei begleitete er sich selbst auf der Gitarre.
Daneben sang er aber auch traditionelles Liedgut wie Hermann Freys wehmütiges Heimkehrerlied Die alten Straßen noch… aus der Zeit des Ersten Weltkrieges, das selbstreferenzielle Ich bin ein armer kleiner Straßensänger von Bruno Uher mit dem Text von Paul Reif, das in den 1930er Jahren durch die Gesangsgruppe Vier Richters populär wurde oder das Colonia-Lied des „singenden Kapellmeisters“ aus Köln-Kalk, Fritz Weber (1909–1984), dessen Text er zusammen mit Rudi Lindt schrieb.
Bitz hat bis zu seinem Tode im Jahre 1987 stets live gesungen; es gibt von ihm nur eine einzige Schallplatte mit 19 Liedern, aufgenommen im Jahr 1982 unter dem Titel En Jitarr, en Stemm un löstige Leedcher.

## Medien
Literatur
- Eigelstein: Spaziergang mit kölschem Liedgut. In: Kölner Stadtanzeiger, 11. Mai 2013. (Online)
- Hans Joachim Peters über ein Bitz. hajope-art.de, 6. April 2013
- Singender Holunder. rheinnixe, 20. Dezember 2009
- Walther Kiaulehn: Berlin – Schicksal einer Weltstadt. Verlag C. H. Beck 1997, ISBN 3-406-41634-9
- Barbara Manthe: Navajos und Edelweißpiraten in Köln. Unangepasstes und widerständiges Jugendverhalten im Nationalsozialismus. Magisterarbeit, Universität Köln 2006.
- Barbara Manthe: Navajos und Edelweißpiraten in Köln: Zur Politisierung unangepassten Jugendverhaltens im „Dritten Reich“. Aufsatz, Köln 2007.
- Bernd-A. Rusinek: Köln-Ehrenfeld 1944. Teilvorabdruck aus einer Dissertation über die Edelweißpiraten im Rahmen des Forschungsauftrages des Innenministers des Landes Nordrhein-Westfalen über Formen des Jugendwiderstandes im Dritten Reich unter besonderer Berücksichtigung der Kölner Verhältnisse an den Lehrstuhl für Neueste Geschichte der Universität Düsseldorf. 324 S.: Düsseldorf 1987
- Josef Pütz (Hrsg.): Liederheft Die drei Rabaue, Original Kölner Straßensänger. Köln o. J. (um 1965)

Tondokumente
- Hein Bitz – Der Spatz vom Wallraffplatz (LP/CD). Trikont-Verlag, München (1982)
- Interview mit Hein Bitz zu seinem 65. Geburtstag, mit dem Lied Kutt Noh Kölle